# William L. Sibert

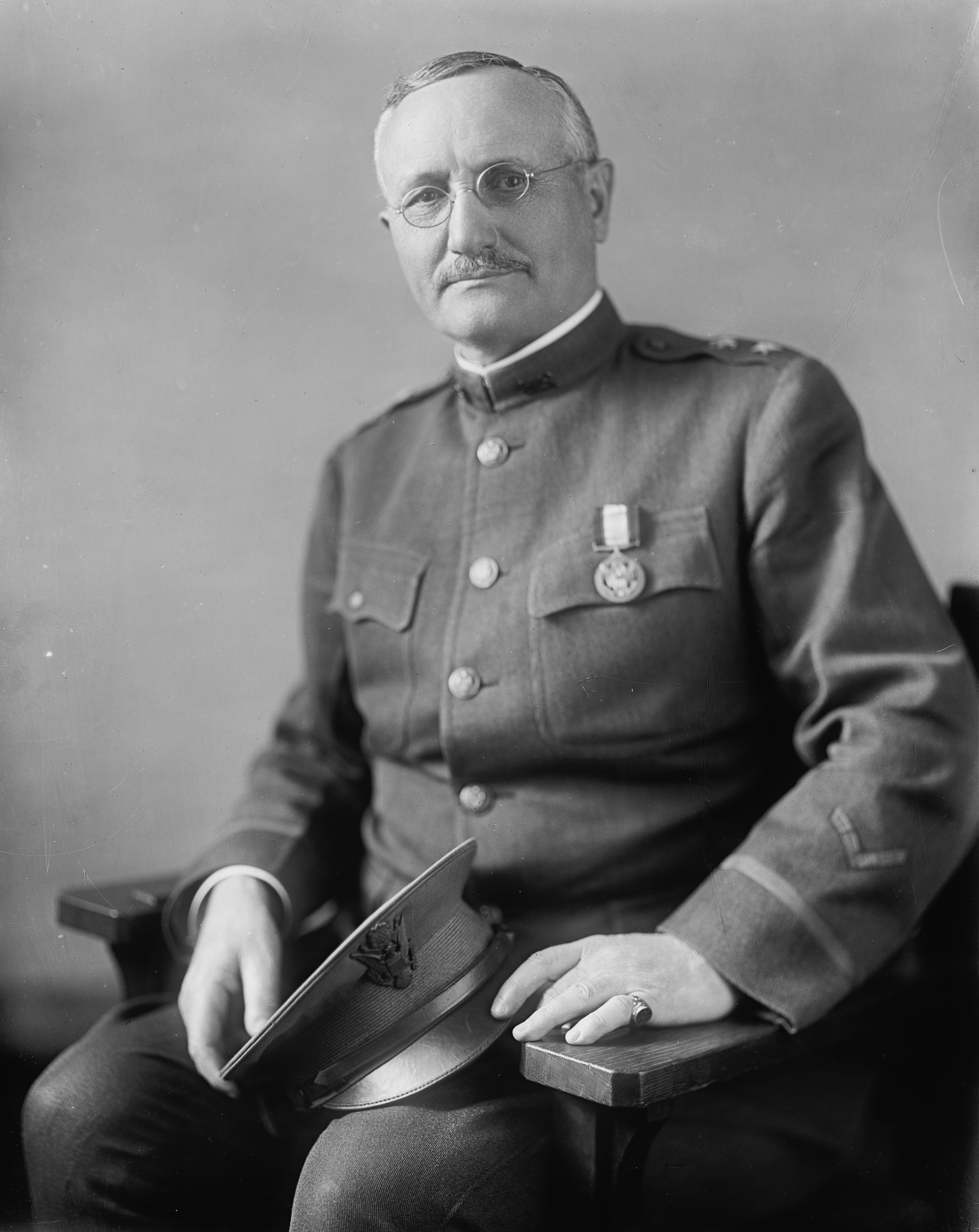
William Luther Sibert

William Luther Sibert (* 12. Oktober 1860 in Gadsen, Etowah County, Alabama; † 16. Oktober 1935 in Bowling Green, Warren County, Kentucky) war ein Generalmajor der United States Army. Er war unter anderem Kommandeur der 1. Infanteriedivision. 
William Sibert war der Sohn von William J. Sibert Sr. und dessen Frau Marietta Ward. Nach der Schulzeit besuchte er in den Jahren 1878 und 1879 die University of Alabama. Zwischen dem 1. Juli 1880 und dem 15. Juni 1884 absolvierte er die United States Military Academy in West Point. Nach seiner Graduation wurde er als Leutnant dem United States Army Corps of Engineers zugewiesen. In der Armee durchlief er anschließend alle Offiziersränge vom Leutnant bis zum Zweisterne-General. 
In den ersten Jahren seiner Dienstzeit wurde er mit typischen Aufgaben des Corps of Engineers betraut. Unter anderem war er an der Instandhaltung der Stauwehre und des Schleusensystems an den Flüssen in Kentucky beteiligt. In Michigan arbeitete er an einem Projekt zum Ausbau der Wasserstraßen, die die Großen Seen miteinander verbinden sollten. Später war er in Little Rock in Arkansas für den dortigen Hafen und Flussabschnitt des Arkansas River verantwortlich. 
Im Jahr 1899, in der Endphase des Spanisch-Amerikanischen Kriegs, wurde William Sibert als Leitender Offizier der Engineers dem Eighth Army Corps (nicht zu verwechseln mit dem späteren VIII. Corps), auf den Philippinen zugewiesen. Dabei war seine Hauptaufgabe die Wiederherstellung einer Eisenbahnlinie zwischen Manila und Dagupan. Nach seiner Rückkehr in die Vereinigten Staaten wurde Sibert für kurze Zeit in den Bezirk um Louisville beordert, wo er die Verantwortung für die Instandhaltung von Häfen und den Hochwasserschutz sowie den Ausbau der Schifffahrt auf den Flüssen hatte. Zwischen 1901 und 1907 hatte er die gleiche Aufgabe in Pittsburgh in Pennsylvania. Aufgrund der geographischen Lage am Zusammenfluss von Monongahela River und Allegheny River, die ab hier den Ohio River bilden, war die Aufgabe dort vor allem wegen der ständigen Hochwassergefahren besonders wichtig. Sibert ließ Staustufen und Schleusen bauen. Seine Maßnahmen trugen dazu bei, dass die Stadt Pittsburgh bei einem Hochwasser im Jahr 1905 nicht komplett überflutet wurde. Zwischen 1907 und 1914 war William Sibert auch am Bau des Panamakanals beteiligt. Dort wurden unter seiner Leitung unter anderem einige Schleusen gebaut. Danach war er für einige Zeit in China, wo er zusammen mit dem Roten Kreuz Maßnahmen zur Hochwasservorsorge entwickelte. Zwischen April 1915 und Mai 1917 kommandierte Sibert von San Francisco aus den pazifischen Abschnitt der Küstenartillerie. Anschließend wechselte er zur Infanterie, weil eine weitere militärische Beförderung bei den Engineers damals nicht möglich war.
Nach dem amerikanischen Eintritt in den Ersten Weltkrieg wurde Sibert der erste Kommandeur der damals neuaufgestellten 1. Infanteriedivision. Dieses Kommando hatte er zwischen Juni und Dezember 1917 inne. Die Division war Teil der American Expeditionary Forces und wurde mit diesen nach Frankreich zum Kriegseinsatz verschifft. William Sibert erhielt im Januar 1918 das Kommando über das Southeastern Department of the Army in Charleston in South Carolina. Im weiteren Verlauf des Jahres wurde der nunmehr zum Generalmajor beförderte Offizier Leiter der neuen Militärabteilung Chemical Warfare Service (CWS). Diese war sowohl mit der Entwicklung von Chemiewaffen, wie zum Beispiel Giftgas, als auch mit Schutzmaßnahmen zu deren Abwehr betraut. Diese Funktion übte William Sibert bis 1920 aus. Die CWS wurde dann eine selbständige Einheit der Army aus der 1946 das Chemical Corps hervorgehen sollte.  
Im Jahr 1920 ging Generalmajor Sibert in den Ruhestand. Er zog sich zunächst auf eine Farm bei Bowling Green in Kentucky zurück. Im Jahr 1923 kehrte er als Zivilist in sein früheres Betätigungsfeld als Engineer zurück. Er leitete ein Projekt zum Ausbau der staatlichen Hafenanlagen von Mobile in Alabama. In den folgenden fünf Jahren war er zudem Direktor der Alabama State Docks Commission. Im Jahr 1928 wurde Sibert vom Kongress zum Vorsitzenden eines Beraterkomitees zum Bau des zukünftigen Hoover Dams berufen. Anschließend zog er sich endgültig in den Ruhestand zurück.
William Sibert war drei Mal verheiratet. Unter seinen Kindern erreichten die Söhne Edwin und Franklin in der US-Armee ebenfalls den Rang eines Generalmajors. Er starb am 16. Oktober 1935 in Bowling Green und wurde mit militärischen Ehren auf dem Nationalfriedhof Arlington beigesetzt. 

## Orden und Auszeichnungen
William Sibert erhielt im Lauf seiner militärischen Laufbahn unter anderem folgende Auszeichnungen:
- Army Distinguished Service Medal
- Spanish Campaign Medal
- Philippine Campaign Medal
- World War I Victory Medal
- Orden der Ehrenlegion (Frankreich)